# بوزار (تگزاس)
بوزار (به انگلیسی: Bozar) یک منطقهٔ مسکونی در ایالات متحده آمریکا است که در شهرستان میلز، تگزاس واقع شده‌است. بوزار ۴۳۳٫۱۳ متر بالاتر از سطح دریا واقع شده‌است.